# Quentin Fillon Maillet
Quentin Fillon Maillet, född 16 augusti 1992 i Champagnole, är en fransk skidskytt som debuterade i världscupen säsongen 2013/2014. Han blev världsmästare med det franska laget i mixstafett vid  VM i Oslo 2016.

## Resultat

### Pallplatser i världscupen
Fillon Maillet har 29 individuella pallplatser i världscupen: fyra segrar, 13 andraplatser och tolv tredjeplatser.
| Säsong  | Datum            | Plats                       | Disciplin           | Placering |
| ------- | ---------------- | --------------------------- | ------------------- | --------- |
| 2014/15 | 18 januari 2015  | Ruhpolding, Tyskland        | Masstart (15 km)    | 2:a       |
| 2015/16 | 6 december 2015  | Östersund, Sverige          | Jaktstart (12,5 km) | 3:a       |
| 2015/16 | 6 februari 2016  | Canmore, Kanada             | Masstart (15 km)    | 3:a       |
| 2016/17 | 17 december 2016 | Nové Město, Tjeckien        | Jaktstart (12,5 km) | 3:a       |
| 2016/17 | 22 januari 2017  | Antholz, Italien            | Masstart (15 km)    | 2:a       |
| 2017/18 | 30 november 2017 | Östersund, Sverige          | Distans (20 km)     | 2:a       |
| 2017/18 | 3 december 2017  | Östersund, Sverige          | Jaktstart (12,5 km) | 3:a       |
| 2017/18 | 8 mars 2018      | Kontiolax, Finland          | Sprint (10 km)      | 3:a       |
| 2018/19 | 9 december 2018  | Pokljuka, Slovenien         | Jaktstart (12,5 km) | 2:a       |
| 2018/19 | 23 december 2018 | Nové Město, Tjeckien        | Masstart (15 km)    | 2:a       |
| 2018/19 | 20 januari 2019  | Ruhpolding, Tyskland        | Masstart (15 km)    | 3:a       |
| 2018/19 | 26 januari 2019  | Antholz, Italien            | Jaktstart (12,5 km) | 3:a       |
| 2018/19 | 27 januari 2019  | Antholz, Italien            | Masstart (15 km)    | 1:a       |
| 2018/19 | 16 februari 2019 | Soldier Hollow, USA         | Jaktstart (12,5 km) | 1:a       |
| 2018/19 | 9 mars 2019      | Östersund, Sverige (VM)     | Sprint (10 km)      | 3:a       |
| 2018/19 | 10 mars 2019     | Östersund, Sverige (VM)     | Jaktstart (12,5 km) | 3:a       |
| 2018/19 | 22 mars 2019     | Oslo, Norge                 | Sprint (10 km)      | 3:a       |
| 2019/20 | 4 december 2019  | Östersund, Sverige          | Distans (20 km)     | 3:a       |
| 2019/20 | 19 december 2019 | Le Grand-Bornand, Frankrike | Sprint (10 km)      | 3:a       |
| 2019/20 | 21 december 2019 | Le Grand-Bornand, Frankrike | Jaktstart (12,5 km) | 2:a       |
| 2019/20 | 16 januari 2020  | Ruhpolding, Tyskland        | Sprint (10 km)      | 2:a       |
| 2019/20 | 19 januari 2020  | Ruhpolding, Tyskland        | Jaktstart (12,5 km) | 2:a       |
| 2019/20 | 26 januari 2020  | Pokljuka, Slovenien         | Masstart (15 km)    | 1:a       |
| 2019/20 | 15 februari 2020 | Antholz, Italien (VM)       | Sprint (10 km)      | 2:a       |
| 2019/20 | 23 februari 2020 | Antholz, Italien (VM)       | Masstart (15 km)    | 2:a       |
| 2019/20 | 6 mars 2020      | Nové Město, Tjeckien        | Sprint (10 km)      | 2:a       |
| 2019/20 | 14 mars 2020     | Kontiolax, Finland          | Jaktstart (12,5 km) | 2:a       |
| 2020/21 | 11 december 2020 | Hochfilzen, Österrike       | Sprint (10 km)      | 2:a       |
| 2020/21 | 12 december 2020 | Hochfilzen, Österrike       | Jaktstart (12,5 km) | 1:a       |

### Olympiska spel
Fillon Maillet har deltagit vid två olympiska spel (2018 och 2022).
| Tävling          | Distans | Sprint | Jaktstart | Masstart | Stafett | Mixedstafett |
| ---------------- | ------- | ------ | --------- | -------- | ------- | ------------ |
| Pyeongchang 2018 | —       | 48:e   | 44:e      | 29:e     | —       | —            |
| Peking 2022      | Guld    | Silver | Guld      | —        | Silver  | Silver       |

### Världsmästerskap
Fillon Maillet har deltagit i nio världsmästerskap och har vunnit 20 medaljer: sex guld, fem silver och nio brons.
| Tävling          | Distans | Sprint | Jaktstart | Masstart | Stafett | Mixedstafett | Singelmixed |
| ---------------- | ------- | ------ | --------- | -------- | ------- | ------------ | ----------- |
| Kontiolax 2015   | 79:e    | 38:e   | 46:e      | —        | Brons   | —            | —           |
| Oslo 2016        | 19:e    | 16:e   | 10:e      | 20:e     | 9:e     | Guld         | —           |
| Hochfilzen 2017  | 17:e    | 43:e   | 22:a      | 15:e     | Silver  | Silver       | —           |
| Östersund 2019   | 12:e    | Brons  | Brons     | 5:e      | 6:e     | —            | —           |
| Antholz 2020     | 7:e     | Silver | 7:e       | Silver   | Guld    | 7:e          | —           |
| Pokljuka 2021    | 4:e     | 6:e    | 4:e       | Brons    | 4:e     | 5:e          | —           |
| Oberhof 2023     | 4:e     | 9:e    | 12:e      | 6:e      | Guld    | Brons        | —           |
| Nové Město 2024  | 6:e     | 8:e    | 11:e      | Brons    | Brons   | Guld         | Guld        |
| Lenzerheide 2025 | Brons   | Brons  | 6:e       |          | Silver  | —            | Guld        |